# Венгерская автономная область

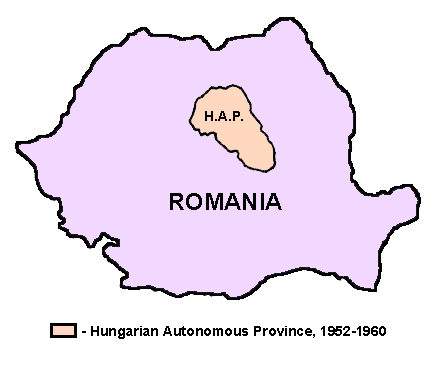
ВАО (в границах 1952—1960) на карте Румынии

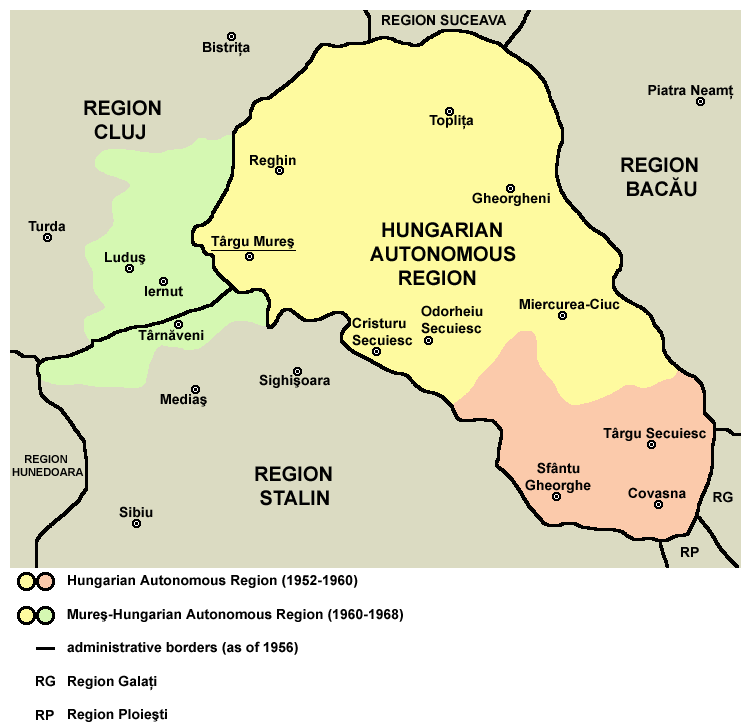
Жёлтый цвет — территории, входившие в область всё время её существования; красный цвет — отделённые в 1960, зелёный — добавленные в 1960

Венгерская автономная область (рум. Regiunea Autonomă Maghiară, венг. Magyar Autonóm Tartomány), в 1960—1968 Муреш-Венгерская автономная область (МВАО) (рум. Regiunea Mureş Autonomă Maghiară, венг. Maros-Magyar Autonóm Tartomány) — существовавшая в 1952—1968 национальная область в Румынии, автономия венгерского меньшинства (субэтническая группа секеи) в северо-восточной Трансильвании. Столица — Тыргу-Муреш (Марошвашархей, венг. Marosvásárhely).

## История
Венгерская автономная область была образована в 1952 году в рамках административно-территориальной реформы 1950 года. Её столицей стал Тыргу-Муреш. Венгерская автономная область была упомянута в румынской конституции сентября 1954 года. На 1954 год из общего числа 2220 школ автономии — 1597 школ были венгерские.
В 1956 году «Секуритате» провела в Венгерской АО (и в других частях Трансильвании) массовые аресты лиц, замеченных в сочувствии Венгерскому восстанию. Они были осуждены на различные сроки заключения, некоторые умерли в тюрьме, другие были расстреляны во время побега.
С 1957 года начался процесс постепенного закрытия венгерских школ. В декабре 1960 года Венгерская АО была переименована в Муреш-Венгерскую область (МВАО — по реке Муреш), её территория изменена. Южная часть МВАО была присоединена к области Сталин, которую вскоре переименовали в область Брашов (см. карту): площадь области в этот период составляла 12,25 тыс. км², население 806 тыс. чел. (1960). После этого изменения границ процент венгерского населения в области снизился с 77 % до 62 %. Было упразднено созданное в 1949 году Управление национальных меньшинств. В 1962 году бухарестское издательство «Меридианы» выпустило в свет брошюру этнического венгра Дьёрдя Ковача, «Тыргу-Муреш» на нескольких языках, в том числе на русском, снабжённую большим количеством чёрно-белых фотоснимков и ставшую своеобразным памятником впоследствии уничтоженной венгерской автономии. В 1965 году была принята новая конституция, где венгерское меньшинство уже не упоминалось.
В 1968 году, через три года после прихода к власти Николае Чаушеску, МВАО была упразднена в процессе новой административно-территориальной реформы, отменившей области и вернувшей традиционное деление Румынии на уезды (жудецы). При этом была «тихо» ликвидирована и автономия венгров, которую можно назвать последним осколком древней Трансильванской государственности. Территория Венгерской АО вошла преимущественно в состав жудецов Муреш, Харгита, Ковасна. «Антивенгерский курс долгое время обеспечивал диктатору Чаушеску симпатии определённых слоёв румынского населения». — констатировала в 1990 году «Нойе Цюрхер Цайтунг».

## Современное движение за автономию
В настоящее время на территориях бывшей Венгерской АО продолжают компактно проживать венгры; в двух из трёх жудецов они составляют большинство населения. По румынским законам о меньшинствах во всех административных единицах, где венгры составляют минимум 20 % населения, венгерский язык является официальным на местном уровне.
В 1990 году в Тыргу-Муреше происходили вооружённые стычки венгров и румын. В 1992 году официальное двуязычие в Тыргу-Муреше и ряде других трансильванских городов было восстановлено.
В 2009 году венгерские активисты выдвинули идею создания политико-административного образования, именуемого «Секейский край», который территориально на 70-80 % совпадает с МВАО, юридически же получает двойную преемственность:
- Ближайшую — от МВАО.
- Легитимно-трансильванскую — от средневековой «Земли Секеев»: в феврале 1438 года был узаконен Союз трёх наций (мадьяры, саксы, секеи) по совместному управлению Трансильванией.

12 марта 2010 года в городе Сфынту-Георге состоялся II съезд мэров и советников Секейского края. Главным решением съезда стало придание венгерскому языку официального статуса на региональном уровне. Центральные органы власти Румынии не признали законности решений I и II съездов. 20 мая 2011 г. Демократический союз венгров Румынии (ДСВР) создал в Тыргу-Муреше Административный совет Секейского края, состоящий из представителей ДСВР в администрации уездов Муреш, Харгита и Ковасна.
15 марта 2014 года Валентин Бретфелеану, начальник полиции Тыргу-Муреша, приказал разогнать состоявшуюся в этот день мирную демонстрацию за Секейский край. ДСВР выразил свой протест. Политические партии Южного Тироля и Страны Басков заявили о своей солидарности с активистами Секейского края.